# Höfði

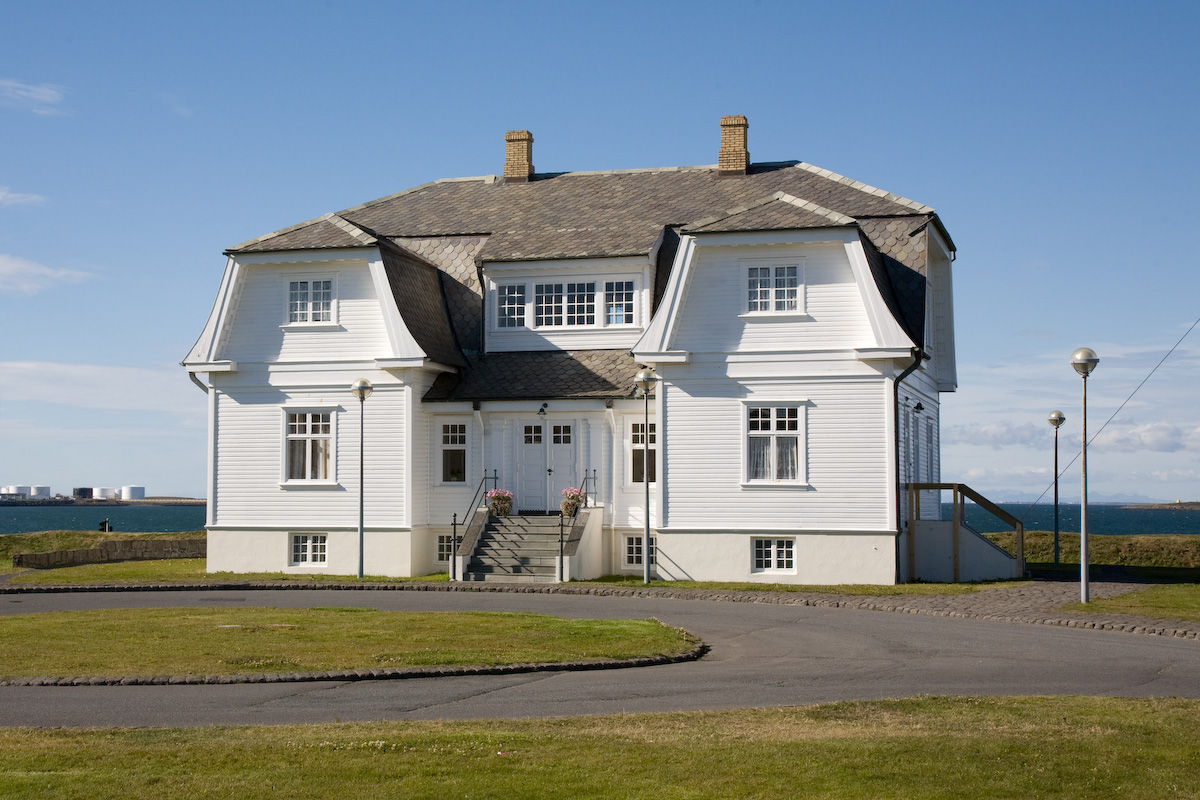
Höfði

Höfði é uma casa em Reykjavík, a capital da Islândia, construída em 1909. Inicialmente, era a residência do cônsul francês na Islândia e mais tarde de Einar Benediktsson, poeta e homem de negócios. Em 1958, foi comprada e restaurada pela cidade de Reykjavík. Hoje em dia, a residência é utilizada principalmente para acolher cerimônias do município de Reykjavík.
Höfði foi o local onde ocorreu a Conferência de Reykjavík, que reuniu Reagan e Gorbachev, em 1986, e que seria o primeiro grande passo para o fim da Guerra Fria. Dentro do prédio, as bandeiras dos Estados Unidos e da União Soviética estão penduradas de maneira cruzada, para comemorar o encontro.